# Oravská Lesná
Oravská Lesná je obec na Slovensku v okrese Námestovo. Žije v ní přibližně 3 400 obyvatel.

## Historie

### Období habsburské monarchie
Návrh na založení vesnice předložil Juraj Erdődy ml. na poradě panství. Právně začala vesnice existovat 23. července 1731, kdy na generální župní kongregaci ve Veličné vydali zakládací listinu vesnice. Za právního zakladatele obce se považuje hrabě Juraj Erdődy ml., ale skutečným zakladatelem, který začal zakládat novou obec byl Jan Mutnianský a je považován za prvního rychtáře. Obec dostala název "Erdőd" na počest svého zakladatele. Obyvatelé si ale tento název přizpůsobili a nazývali vesnici Erdútka. Toto pojmenování obce trvalo až do konce roku 1945. Dnem 1. ledna 1946 se obec přejmenovala na Oravskou Lesnou.
Hlavním představitelem obce byl rychtář. Vedení obce sestávalo z obecní rady, obecního zastupitelstva a obecních komisí. Obecní rada navrhovala obecnímu zastupitelstvu návrh a nařizovala starostům, aby tento návrh předložili na zasedání obecního zastupitelstva. Rychtář se s tímto návrhem seznámil a požádal notáře, aby ho přečetl na zasedání. Obecní rada zasedala pod vedením rychtáře. Zastupitelstvo i obecní rada si vedli své zápisní knihy. Rychtář obce byl obvykle i předsedou finanční komise, v případě, že jím byl předseda urbariátu, starosta zastával funkci místopředsedy. Samostatný notářský úřad ve vesnici vznikl až v roce 1938. Složení notářského úřadu bylo následující: rychtář, zástupce starosty, notář, pokladník, pětičlenná finanční komise a 25členný obecní výbor. Notářský úřad byl zřízen výnosem zemského úřadu v Bratislavě ze dne 16. září 1938. Prvním notářem se stal Jozef Matkovčík. Notářský úřad zanikl v roce 1945. Po sametové revoluci v roce 1989 zprávu obce převzal úřad pod vedením starosty, přednosty a obecního zastupitelstva, které má 24 členů.

### První světová válka
První světová válka zasáhla i Oravskou Lesnou a také z této zastrčené vesničky tehdejšího Rakousko-Uherska museli muži narukovat. Nedostatek mužů v obci se odrazil i na kvalitě života obyvatelstva. Neměl kdo obdělávat pole a nedostatek surovin způsoboval nejen hlad, ale i různé nemoci a epidemie. V době nedostatku ženy přimíchávaly do těsta piliny. Takovou potravu žaludek trávil velmi těžko čím byly podmíněny žaludeční choroby, které způsobily mnohdy i smrt. Byl výrazný nedostatek soli, petroleje, vosku a jiných komodit potřebných pro běžný život tehdejších lidí. Během války sedláci zůstávali doma, nemajetní museli narukovat, čímž se prohloubily majetková diferenciace obyvatelstva. Sedláci bohatli na bídě chudého obyvatelstva, čímž se zintenzivnila nenávist hladovějících. V listopadu 1918 vyhladovělí obyvatelé Oravské Lesné násilně zabrali mouku obchodníkovi Stiglitzovi. Během války se dařilo i místním a polským pašerákům, jejichž nejžádanější komoditou u místních byl denaturovaný líh. Pití tohoto „nápoje“ přispělo také k nervozitě a neshodám. V první světové válce přišla obec Oravská Lesná o 20 mužů a 15 se jich vrátilo jako doživotní invalidé.

### Meziválečné období
Obec Oravská Lesná se stala součástí Československé republiky a toto období se neslo ve znamení očekávání lepších časů. Hospodářská situace v obci se však výrazně nezlepšila. Obec hospodařila s částkou 1785 korun ročně, což byl příjem z domovní daně. Obec neměla žádný veřejný majetek, ale musela financovat provoz dvou škol. Po odečtení výdajů spojených s topením (vzhledem ke klimatickým poměrům se v školách topilo osm až devět měsíců.) se nenašly prostředky ani na nejzákladnější učební pomůcky. V Oravské Lesné hospodařilo jedenáct živnostníků: pekárna, dvě hospody, dva obchody se smíšeným zbožím, potravinový panský spolek a čtyři mlýny. V roce 1919 skončila výstavba lesní železnice, kterou financoval Oravský komposesorát a sloužila na svážení dřeva. V témže roce začala výstavba spojnice Oravské lesní železnice s kysuckou částí, která sloužila od roku 1925. Rodiny se nedokázali vypořádat s nepříznivou životní situací a řešili své těžké životní situace stěhováním do Ameriky, Belgie či Francie.

### Druhá světová válka
Dne 26. srpna 1939 dostal notář v Oravské Lesné tajný telegram přikazující vycházet německým vojákům ve všem vstříc. Válka proti Polsku nebyla hlavně v pohraničních oblastech populární, protože mnozí měli na polské straně přátele a kolikrát i rodinné příslušníky. Prohlášením branné pohotovosti státu 22. června 1941 se zvýšila cenzura, byly potlačeny základní práva občanů a zvýšily se pravomoci orgánů, bezpečnostních složek vlády a jejích orgánů. Po vypuknutí války se přiostřily protižidovské razie. Do roku 1942 postihl tento osud i dvě židovské rodiny z Oravské Lesné. Dne 30. března 1942 byly rodiny Lebkovičových a Rendlových transportovány do koncentračního tábora. Už nikdy se nevrátily. Husté lesy v okolí Oravské Lesné a pohraniční oblast byly jedinečným útočištěm pro uprchlíky a partyzány. Hnutí odporu upevňovalo svou pozici i v Oravské Lesné. V katastru Oravské Lesné se od roku 1944 zdržovali partyzáni. Potravinami je zásoboval obchodník Inocenc Peroutka a po vypuknutí povstání byl jmenován hlavním zásobovatelem této oblasti.
Dne 3. dubna 1945 ráno nacisté stáhli těžké děla ze Zákamenného a připravovali se na obranu. V nastávající noc přijel do obce těžký tank. Před obědem se v dolní části střílelo. V noci ustupující vojáci zapálili most směrem na Novoť. Během osvobozovacích bojů padla Maria Kojdiaková a čtyři sovětští vojáci.
Dne 5. dubna 1945 vstoupili do Oravské Lesné vojáci Rudé armády. Oravskou Lesnou osvobodila 18. armáda 4. ukrajinského frontu, kterému velel generálmajor Anton Josipovič Gastilovič.

### Poválečné období
Po osvobození převzal řízení obce národní výbor. Nejzávažnějším problémem Oravské Lesné byla infrastruktura spojující vesnici s okolními sídly. Výstavba silnic se tak stala prvořadým cílem nového vedení obce. Hned po osvobození se začalo s výstavbou cesty do Zákamenného, kterou se podařilo dokončit v roce 1948. O dva roky na to bylo dokončena stavba spojnice s Čadcou. Příjezd prvního autobusu na lince Praha - Oravská Lesná v květnu 1952 se stal velkou událostí. Samozřejmě bylo nutné vybudovat spojnice i v samotné obci. Budování místních komunikaci do jednotlivých osad se také stalo prioritou tohoto období. V roce 1953 byly v obci zrušeny všechny soukromé pohostinství. V provozu zůstalo pouze pohostinství Lidového spotřebního družstva spojené se smíšeným zbožím. V těchto letech se začalo s výstavbou požární zbrojnice, prostor pro Místní národní výbor, školy, bytovky pro učitele a zdravotním střediskem. S přípravnými pracemi na elektrifikaci obce se začalo v roce 1958 a roku 1959 byl elektrický proud zaveden v Ústředí, Pribišské a Bučině. Kompletní elektrifikace obce skončila počátkem šedesátých let. Zdravotnická péče této části Oravy patřila po řadu let mezi nejzaostalejší, proto se pozornost věnovala hlavně
výstavbě zdravotního střediska.
Dne 26. června 1964 byl otevřen obchodní dům Lesňanka se třemi obchody a jídelnou. V akci Z se uskutečňovala výstavba mateřské školy, bytové jednotky pro Pohraniční oddělení VB, bytovky pro učitele a v letních měsících roku 1966 s budováním vodovodu pro základní školu, mateřskou školu a zdravotní středisko. V roce 1967 se rozhodlo o zřízení provozu Tesla Orava Nižná v Oravské Lesné v budově bývalé školy. Po rekonstrukci se 23. září 1966 rozjel provoz s 31 pracujícími ženami. Pracovní příležitosti hlavně pro ženy v tomto regionu byly velmi mizivé, proto se hledaly další možnosti jejich rozšíření. Největším projektem v rámci akce Z byla výstavba klubového domu s celkovými náklady 13 519 000 korun. S výstavbou se začalo v dubnu 1974 a dokončena byla 30. srpna 1979.
Výrazným zásahem do života obce bylo vybudování nádrže Nová Bystrica na kysucké straně jen nedaleko za katastrem obce. Do provozu byla dána v roce 1989. Dno této nádrže přerušilo silniční spojení z Oravské Lesné na Kysuce a tak se tato obec dostala do značné dopravní izolace. Neexistence přímého spojení s hornokysuckými vesnicemi a vlastně i s městy Čadca a Žilina nese svůj důsledek v nízké ekonomické dynamice okolí obce. Stavba nové silnice přes nádrž přitom není možná, protože jde o zdroj pitné vody.
Silniční spojení s Kysucemi bylo obnoveno vybudováním spojovacího úseku s délkou 9,408 km, označovaného jako cesta II/520A, který obchází vodárenskou nádrž přes Vychylovku. Úsek má jedenáct mostů o celkové délce 1200 metrů a byl otevřen v listopadu 2008.

## Přírodní poměry
Obec se nachází v nadmořské výšce 780 metrů a rozkládá se na ploše 65,63 km². Do správního území obce zasahuje část chráněné krajinné oblasti Horní Orava a část přírodní rezervace Paráč.

## Části obce
Oravská Lesná je složená z vícero osad, které jsou rozložené jednak okolo hlavní silnice a jednak po okolních kopcích.
Tvoří ji osady:
- Pribišská – tato osada tvoří začátek dědiny směrem od Zákamenného, je rozložená okolo hlavní silnice.
- Bučina – je rozložená po stranách a hřbetu vrchu Kohútik. Západní svahy poskytují výborné podmínky během zimní sezóny pro lyžařské vleky.
- Tanečník
- Ústredie – je pojmenované podle středu obce. V minulosti bylo Ústredie situované u starého kostela v osadě Lehotská. Ráz obce změnil i farář Ján Mnoheľ. Za jeho působení (1910–1916) se postavil nový kostel a škola, už ne na kopci, ale v dolině. Tím se do doliny přestěhovalo celé dění v dědině, lidé si začali stavět svoje domy v blízkosti kostela. V letech 1960 a 1961 se otevřela Základní devítiletá škola – Ústredie, tímto činem se obec rozšířila o dvě osady:
- Brišovka – je pojmenovaná po prvních osadnících a nachází se v blízkosti Ústredia.
- Flajšová – v této osadě, přesněji v Paráčské Maguře vyvěrá Bílá Orava.

Historicky se obec rozšiřovala a s tím je spojený i pozdější vznik dalších osad:
- Jasenovská – je rozložená okolo hlavní cesty směrem na Čadcu.
- Demänová – je nejodlehlejší osada a druhá chatová oblast v Oravské Lesné
- Lehotská
- Kubínska

## Pamětihodnosti
- Kostel svaté Anny
- V osadě Tanečník je expozice Oravského muzea, která má název „Oravská lesná železnica v Oravskej Lesnej - stanica Tanečník.“[4]

## Osobnosti
- Ján Garyk Žatkuliak (1914–1988), vysokoškolský pedagog
- Milan Holubčík (1925–1982), lesní výzkumník